# Laphria iola
Laphria iola är en tvåvingeart som beskrevs av Stanley Willard Bromley 1935. Laphria iola ingår i släktet Laphria och familjen rovflugor. Inga underarter finns listade i Catalogue of Life.